# تپه آق‌داش
تپه آق داش مربوط به دوران‌های تاریخی پس از اسلام است و در استان قزوین، شهرستان آوج، بخش آبگرم، روستای طبل شکین واقع شده و این اثر در تاریخ ۱۰ مهر ۱۳۸۰ با شمارهٔ ثبت ۴۱۰۹ به‌عنوان یکی از آثار ملی ایران به ثبت رسیده است.